# Viber
Viber（バイバー）は、バイバーメディア（Viber Media）が開発したスマートフォン（iOS、Android、Windows Phone 7、BlackBerryなど）及びパソコン（Windows、macOS、Linuxなど）向けのインターネット電話（VoIP）アプリケーションである。現在はバイバーメディアは楽天グループの子会社となっており、Rakuten Viberの名称でもサービスを展開している。

## 概要
iOSやAndroidなどでインターネット電話やテキストメッセージサービス（ショートメッセージサービス）を無料で利用でき、2010年12月2日にiPhone（iOS）用アプリ、2011年7月20日にAndroid用アプリ、2012年5月8日にWindows Phone 7版とBlackBerry版、2012年9月11日にSeries 40とSymbian版及びbada版、2013年5月7日にPC (Windows) とOS Xに対応したデスクトップ版 がそれぞれリリースされている。また、バージョン5.6.1よりApple Watchでのメッセージ受信・返信に対応したViber for Apple Watchが含まれるようになった。
キャッチフレーズは"Connect. Freely."や"Free calls, text and picture sharing with anyone, anywhere!"、イメージキャラクターは紫のヘアカラーの女の子「バイオレット」など。

### 利用状況
2017年8月にはユニークユーザー数は9億2000万人と発表している。
また、2014年2月には月間利用ユーザー数は1億人で、ヨーロッパのユーザーを中心に、中東・アジア・中南米などに広く展開していると報じられる。同年11月の発表によると、国別でインドのユーザー数が最大で3300万人、アメリカ合衆国の3000万人、ロシアの2800万人が続く。
ジャストシステムが2014年2月13日に発表した「モバイル＆ソーシャルメディア月次定点調査」では、スマホユーザーの無料通話アプリ利用率で、Viberの利用率は3.4%であり、LINEの61.5%やSkypeの19.3%に比べ、大きな差が開いている。2020年時点では、総ダウンロード数は約11億人ではあるが利用率が上昇せず、月間利用ユーザー数は2億6000万人となっており、LINEはアクティブユーザー数が86％、月間利用ユーザー数約2億300万人となっている（Statista調査）。

## バイバー・メディア
タルモン・マルコがイゴール・マガジニックと共に創業。2012年時点の最高経営責任者をマルコ、テクニカルディレクターをマガジニックが務めていた。イスラエルの会社 とされるが、本社はキプロス、開発拠点はベラルーシにある。2014年2月14日、楽天が約9億ドルで買収すると発表、楽天の子会社となった。

## 機能

### インターネット電話
パケット通信を利用して3G回線やWiFiネットワークなどで利用できるインターネット電話（VoIP）で、パケット定額制といったサービスに加入していれば通話料金を課されることなく無制限に音声通話が可能である（注意点についてはパケ死を参照）。
電話番号がそのままユーザーIDとなるため、アカウントの登録やログインをすることなくViberユーザー同士で通話・メッセージ送受信が可能で、先行してリリースされていたSkypeより優れている と評された。また、アプリを起動（常駐）していない状態からでもサーバーからのプッシュ通知を受けてアプリ起動させて通話開始が可能であり、競合サービスよりもバッテリーの消費を抑制できる効果も有している。
バージョン4.1からは、App StoreやGoogle Playを介してのアプリ内課金にてプリペイドすることで通話料金に充てる仕組み の、固定電話と携帯電話向け有料通話機能「Viber Out」が追加された。なお、換算の際はセントで行われることから日々の為替レートが影響し増減が生じるものの、円にして1分あたりの料金は固定電話通話が約2円、携帯電話通話が約15円でスタートしたことで、安価な通話アプリと評された。楽天によるViber買収が発表された2014年2月14日からは、Viber Outによる固定電話への無料通話と携帯電話への1分あたり約10円とする日本市場向けの期間限定プロモーションが行われている。
バージョン4.2からはブロックリスト（迷惑な電話番号や連絡先からの遮断）に対応した。
バージョン5.0からスマートフォン版からもビデオ通話ができるようになった。

### メッセージング
Viberにおけるテキストチャットは「メッセージ」、使用するスタンプ・絵文字は「ステッカー」と呼称している。バージョン4.0より導入された「ステッカー・マーケット」を通じて、有料・無料のステッカーをダウンロードできる。また、同バージョンでは音声メッセージング機能「プッシュ・ツー・トーク」にも対応。ワンタップで、短い音声メッセージの送受信が可能である。

### デスクトップ版
2013年にリリースされたデスクトップ版では、連絡先・メッセージ・通話履歴の同期、モバイル・デスクトップ間で通話の継続（転送）などモバイル版とのシームレスな連携が可能で、デスクトップ版同士のテレビ電話機能など、今後より一層Skypeと競合し得ると予想されている。

### その他
楽天会員ID・楽天スーパーポイントとの連携が可能である。

## 個人情報の取り扱い
端末（電話帳）に登録されている連絡先の名前や電話番号などをViberのサーバへ自動的に送信する仕様であり、かつ当初は暗号化をせずに送信 していたため個人情報の取り扱いという点で懸念されていた が、バイバー・メディアは「売ったり貸したり第三者に提供はしない」と表明している。
一方、Viber買収を発表した楽天代表取締役会長兼社長の三木谷浩史は、電話番号をViberのユーザーIDとしている点が買収のひとつのポイントだとしており、ViberユーザーのID（＝携帯電話番号）を楽天会員IDに結びつけることで、Viberを楽天の流通チャネルに位置付けたいとしている。